# Astacilla lauffi
Astacilla lauffi is een pissebed uit de familie Arcturidae. De wetenschappelijke naam van de soort is voor het eerst geldig gepubliceerd in 1966 door Menzies & Frankenberg.